# Sange (affluent de la Loire)
Pour les articles homonymes, voir Sange.
La Sange est un cours d'eau français qui coule dans le département du Loiret C'est un affluent de la Loire.

## Géographie
La Sange présente une longueur de 16,9 kilomètres. Elle prend sa source dans la commune de Saint-Florent, à une altitude de 158 m, et se jette dans la Loire, dans la commune de Sully-sur-Loire, à une altitude de 111 m. Le cours d'eau présente ainsi une pente hydraulique de 2,8 mm/m. Il s'écoule globalement de l’est vers l'ouest.

### Communes traversées
La Sange traverse 5 communes, soit d'amont vers l'aval : Saint-Florent, Lion-en-Sullias, Saint-Aignan-le-Jaillard,  Sully-sur-Loire, (Saint-Père-sur-Loire).

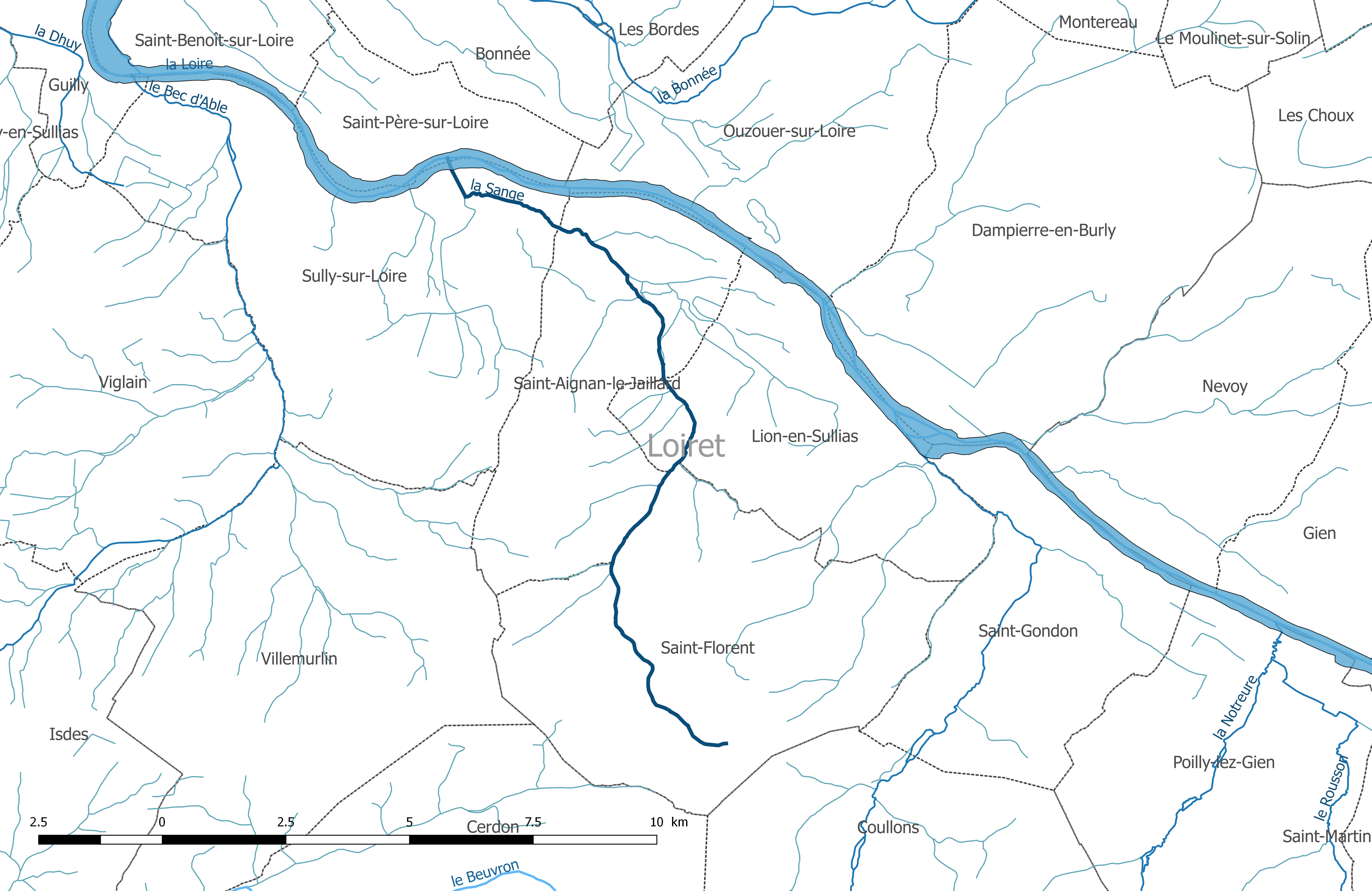
Cours d'eau la Sange.

### Bassin versant
Son bassin versant correspond à la zone hydrographique « la Loire du cours d'eau k422500 (nc) au Bec d'Able (nc) (k423) », au sein du bassin DCE plus large « La Loire, les cours d'eau côtiers vendéens et bretons ». Ce dernier s'étend sur 36 244 km2. Il est constitué à 25.52 % de « territoires agricoles », 31.92 % de « forêts et milieux semi-naturels » et à 3.36 % de « territoires artificialisés ».

## Pêche et peuplements piscicoles
La catégorie piscicole est un classement juridique des cours d'eau en fonction des groupes de poissons dominants. Un arrêté réglementaire préfectoral permanent reprend l’ensemble des dispositions applicables en matière de pêche dans le département du Loiret en les différenciant selon les catégories piscicoles. La Sange est classé en deuxième catégorie, c'est-à-dire que l'espèce biologique dominante est constituée essentiellement de poissons blancs (cyprinidés) (donc rivière cyprinicole) et de carnassiers (brochet, sandre et perche).

## Gouvernance

### Échelle du bassin
En France, la gestion de l’eau, soumise à une législation nationale et à des directives européennes, se décline par bassin hydrographique, au nombre de sept en France métropolitaine, échelle cohérente écologiquement et adaptée à une gestion des ressources en eau. La Sange est sur le territoire du bassin Loire-Bretagne et l'organisme de gestion à l'échelle du bassin est l'agence de l'eau Loire-Bretagne.

### Échelle locale
En 2017, la Sange était gérée au niveau local par la Communauté de communes du Val de Sully.